# François Bégeot
François Bégeot, né le 11 avril 1908 à Houdain et mort le 28 avril 1992 à Épinal, était un athlète français spécialiste du marathon.

## Biographie
Il fut sélectionné aux Jeux olympiques d'été de 1932 à Los Angeles.

## Palmarès
Il réalisa sa meilleure performance en 1935 : 2 h 37 min 4 s.
Il a détenu plusieurs records de France, dont ceux des 25 et 30 km (en 1934).

### Jeux olympiques
Aux jeux de 1932 :
- Marathon : 16e avec 2 h 53 min 34 s

### Championnat de France d'Athlétisme
Il fut champion de France du marathon en 1932, avec le temps de 2 h 40 min 25.